# Ahymará Espinoza
Ahymará del Carmen Espinoza Echenique (* 28. Mai 1985 in San José de Barlovento) ist eine venezolanische Leichtathletin, die sich auf das Kugelstoßen spezialisiert hat. Sie ist momentane Inhaberin des Landesrekordes und siegte zweimal bei den Südamerikaspielen sowie 2019 bei den Südamerikameisterschaften.

## Sportliche Laufbahn
Erste internationale Erfahrungen sammelte Ahymará Espinoza im Jahr 2002, als sie bei den Juniorensüdamerikameisterschaften, die im Zuge der Südamerikaspiele in Belém ausgetragen wurden, mit einer Weite von 13,97 m die Goldmedaille gewann und auch bei den anschließenden Zentralamerika- und Karibik-Juniorenmeisterschaften in Bridgetown siegte sie mit 13,97 m. Daraufhin schied sie bei den Juniorenweltmeisterschaften in Kingston mit 13,83 m in der Qualifikation aus und siegte dann mit 13,93 m bei den Jugendsüdamerikameisterschaften in Asunción und belegte mit 33,26 m den achten Platz im Diskuswurf. 2004 gewann sie bei den erstmals ausgetragenen U23-Südamerikameisterschaften in Barquisimeto mit 15,45 m die Silbermedaille hinter der Argentinierin Paola Cheppi und anschließend schied sie bei den Juniorenweltmeisterschaften in Grosseto mit 14,24 m in der Qualifikation aus. Im Jahr darauf gewann sie bei den Juegos Bolivarianos in Armenia mit 15,17 m die Silbermedaille hinter der Kolumbianerin Luz Dary Castro und 2006 gewann sie bei den U23-Südamerikameisterschaften, die im Zuge der Südamerikaspiele in Buenos Aires ausgetragen wurden. mit 15,06 m die Silbermedaille hinter der Chilenin Natalia Duco.
2008 gewann sie mit einem Stoß auf 14,98 m die Bronzemedaille bei den Ibero-Amerikanischen Meisterschaften in Iquique hinter Natalia Duco und Andréa Britto aus Brasilien. Im Jahr darauf gewann sie mit 16,32 m die Silbermedaille bei den Juegos Bolivarianos in Sucre hinter Luz Dary Castro aus Kolumbien und 2010 wurde sie bei den Ibero-Amerikanischen Meisterschaften in San Fernando mit 15,43 m Sechste. 2012 klassierte sie sich dann mit 15,91 m auf dem siebten Platz bei den Ibero-Amerikanischen Meisterschaften in Barquisimeto und 2013 gewann sie bei den Südamerikameisterschaften in Cartagena mit 17,47 m die Bronzemedaille hinter der Brasilianerin Geisa Arcanjo und Sandra Lemos aus Kolumbien. Anschließend schied sie bei den Weltmeisterschaften in Moskau mit 16,86 m in der Qualifikation aus und siegte daraufhin bei den Juegos Bolivarianos in Trujillo mit neuem Spielerekord von 18,15 m. Im Jahr darauf nahm sie ein weiteres Mal an den Südamerikaspielen in Santiago de Chile teil und gewann dort mit 17,63 m die Silbermedaille hinter Natalia Duco aus Chile. 
2015 gewann sie bei den Südamerikameisterschaften in Lima mit 17,25 m die Bronzemedaille hinter Geisa Arcanjo und Natalia Ducó und anschließend erreichte sie bei den Panamerikanischen Spielen in Toronto mit 17,29 m Rang acht. Daraufhin schied sie bei den Weltmeisterschaften in Peking mit 16,76 m in der Qualifikation aus und wurde dann bei den Militärweltspielen im südkoreanischen Mungyeong mit 16,65 m Fünfte. Im Jahr darauf siegte sie mit neuem Landesrekord von 18,16 m bei den Ibero-Amerikanischen Meisterschaften in Rio de Janeiro und qualifizierte sich damit auch für die Olympischen Spiele ebendort, bei denen sie aber mit 17,27 m den Finaleinzug verpasste. 2017 gewann sie mit einer Weite von 16,57 m die Bronzemedaille bei den Juegos Bolivarianos in Santa Marta hinter Natalia Duco und Sandra Lemos. 2018 siegte sie bei ihren vierten Südamerikaspielen in Cochabamba mit 18,09 m, nachdem sie ursprüngliche Siegerin Natalia Duco wegen Dopings disqualifiziert wurde. Anschließend erreichte sie bei den Zentralamerika- und Karibikspielen in Barranquilla mit 17,77 m Rang vier. 
2019 siegte sie bei den Südamerikameisterschaften in Lima mit einem Stoß auf 17,44 m und erreichte anschließend mit 16,49 m Rang zehn bei den Panamerikanischen Spielen, ehe sie bei den Weltmeisterschaften in Doha mit 16,89 m in der Qualifikation ausschied. 2021 gewann sie dann mit 16,95 m die Silbermedaille bei den Südamerikameisterschaften in Guayaquil hinter der Brasilianerin Lívia Avancini. Daraufhin nahm sie erneut an den Olympischen Spielen in Tokio teil, verpasste dort aber mit 17,17 m den Finaleinzug. Nach einem Jahr Wettkampfpause belegte sie 2023 bei den Zentralamerika- und Karibikspielen in San Salvador mit 16,75 m den vierten Platz und anschließend belegte sie bei den Südamerikameisterschaften in São Paulo mit 16,66 s den vierten Platz. Im November gelangte sie bei den Panamerikanischen Spielen in Santiago de Chile mit 15,97 m auf Rang neun. Im Jahr darauf belegte sie bei den Ibero-Amerikanischen Meisterschaften in Cuiabá mit 16,66 m den fünften Platz und 2025 gewann sie bei den südamerikameisterschaften in Mar del Plata mit 16,51 m die Silbermedaille hinter der Chilenin Ivana Gallardo.
In den Jahren 2005, 2009 und 2011 sowie 2018 und 2021 sowie 2023 und 2023 wurde Espinoza venezolanische Meisterin im Kugelstoßen.